# Haiduque

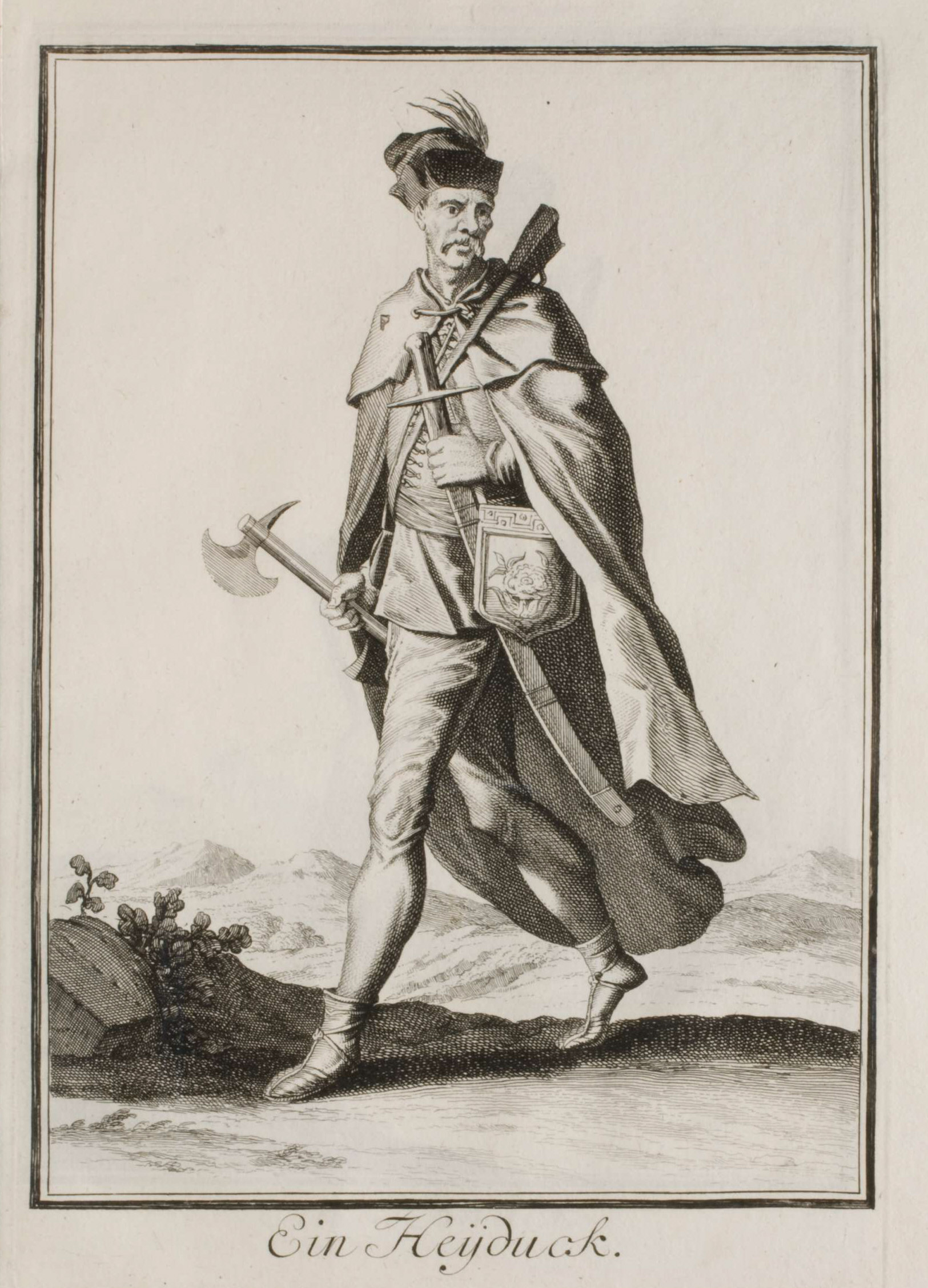
Un hajduk. Grabado de Christoph Weigel "El Viejo", 1703. Bibliotheca Augusta.

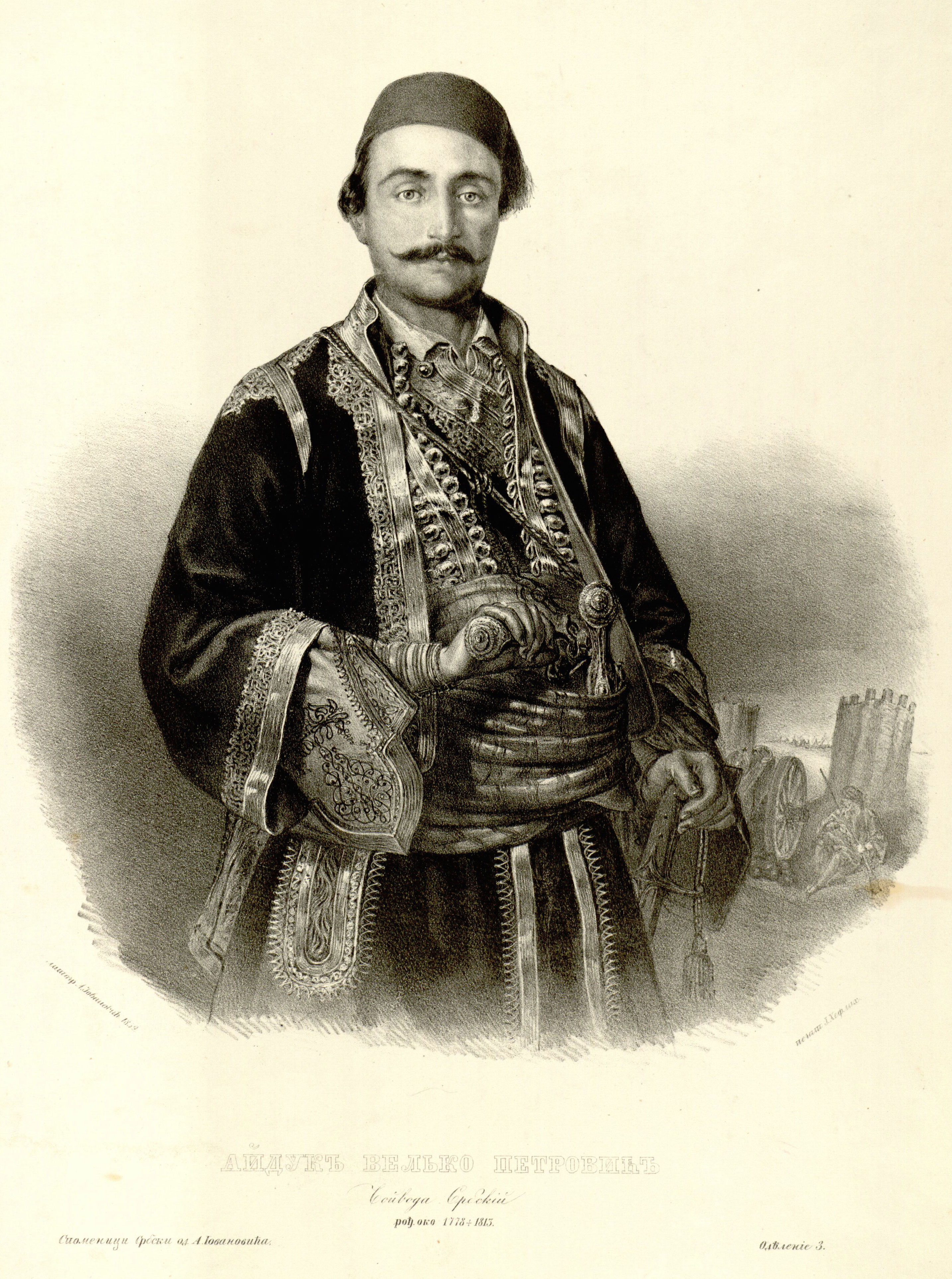
Retrato de Veljko Petrović, mejor conocido como Hajduk Veljko, un destacado forajido serbio que luchó contra la ocupación otomana durante la primera mitad del. Litografía de Anastas Jovanović, 1852. Biblioteca Nacional de Serbia.

Un haiduque o hajduk (en húngaro: hajdúk, plural de hajdú) fue un tipo de infantería irregular campesina que se encontraba en Europa Central, Europa Oriental y partes del sureste de Europa desde finales del siglo XVI hasta mediados del siglo XIX. Tenían una reputación que iba desde bandidos hasta luchadores por la libertad, según el tiempo, el lugar y sus enemigos.
En las tierras europeas del Imperio Otomano, el término hajduk se usaba para describir a los bandidos y bandoleros de los Balcanes, mientras que en Europa Central para los eslavos occidentales, húngaros y alemanes; y en Europa Oriental para los ucranianos, se usaba para referirse a los forajidos que protegían a los cristianos contra las acciones provocativas de los otomanos.
En el siglo XVII se establecieron firmemente en los Balcanes otomanos, relacionados con el aumento de los impuestos, las victorias cristianas contra los otomanos y un declive general de la seguridad. Las bandas de hajduks contaban predominantemente con cien hombres cada una, con una jerarquía firme bajo un líder. Tenían como objetivo a los representantes otomanos y a los ricos, principalmente a los turcos ricos, para el saqueo o el castigo de los otomanos opresivos, la venganza o una combinación de todos.
En la tradición folklórica balcánica, el hajduk (hajduci o haiduci en plural) es una figura de héroe romántico que roba y lleva a sus combatientes a la batalla contra las autoridades otomanas. Son comparables al legendario inglés Robin Hood y sus alegres hombres, que robaban a los ricos (quienes, como en el caso de los hajduk, también eran ocupantes extranjeros) y daban a los pobres, mientras desafiaban leyes y autoridades aparentemente injustas.
Las personas que ayudaban a los hajduks se llamaban jataks. Los jataks vivían en pueblos y ciudades y proporcionaban alimento y refugio a los hajduks. A cambio, los hajduks les darían parte del botín.
Los hajduci de los siglos XVII, XVIII y XIX eran comúnmente tanto guerrilleros contra el gobierno otomano como bandidos y salteadores de caminos que se aprovechaban no solo de los otomanos y sus representantes locales, sino también de los comerciantes y viajeros locales. Como tal, el término también podría referirse a cualquier ladrón y tener una connotación negativa.

## Etimología
La etimología de la palabra hajduk no está clara. Una teoría es que hajduk se deriva de la palabra turca haidut o haydut 'bandido', que fue utilizada originalmente por los otomanos para referirse a los soldados de infantería del Reino de Hungría y de la Mancomunidad de Polonia-Lituania. Otra teoría sugiere que la palabra proviene del húngaro hajtó o hajdó (plural hajtók o hajdók) 'boyero (de ganado)'. Estas dos teorías no necesariamente se contradicen porque se dice que la palabra balcánica deriva de la palabra turca haiduk o hayduk 'bandido'.

Formas de la palabra 'haiduque' en varios idiomas en singular.
- hajdut en albanés, en el sentido ordinario de "ladrón"
- hayduk (հայդուկ) en armenio; se utiliza como nombre de pila masculino y significa "luchador por la libertad armenia"
- haydut (хайдут), haydutin (хайдутин) o hayduk (хайдук), en búlgaro
- haidouk, haiduque en francés
- aiducco en italiano
- hajdú en húngaro
- ajduk (ајдук), ajdutin (ајдутин), en macedonio
- hajduk en polaco
- hajduk en romaní
- haiduc en rumano
- hajduk (хајдук) en serbocroata
- hajdúch en eslovaco
- hejduk en sueco
- haydut en turco, en el sentido ordinario de "bandido"
- hejduk en kurdo
- gajduk (гайдук) en ruso
- haidamaka (гайдамака) en ucraniano
- haydamak (הײַדאַמאַק) en yidis

## Ejército irregular

### Reino de Hungría

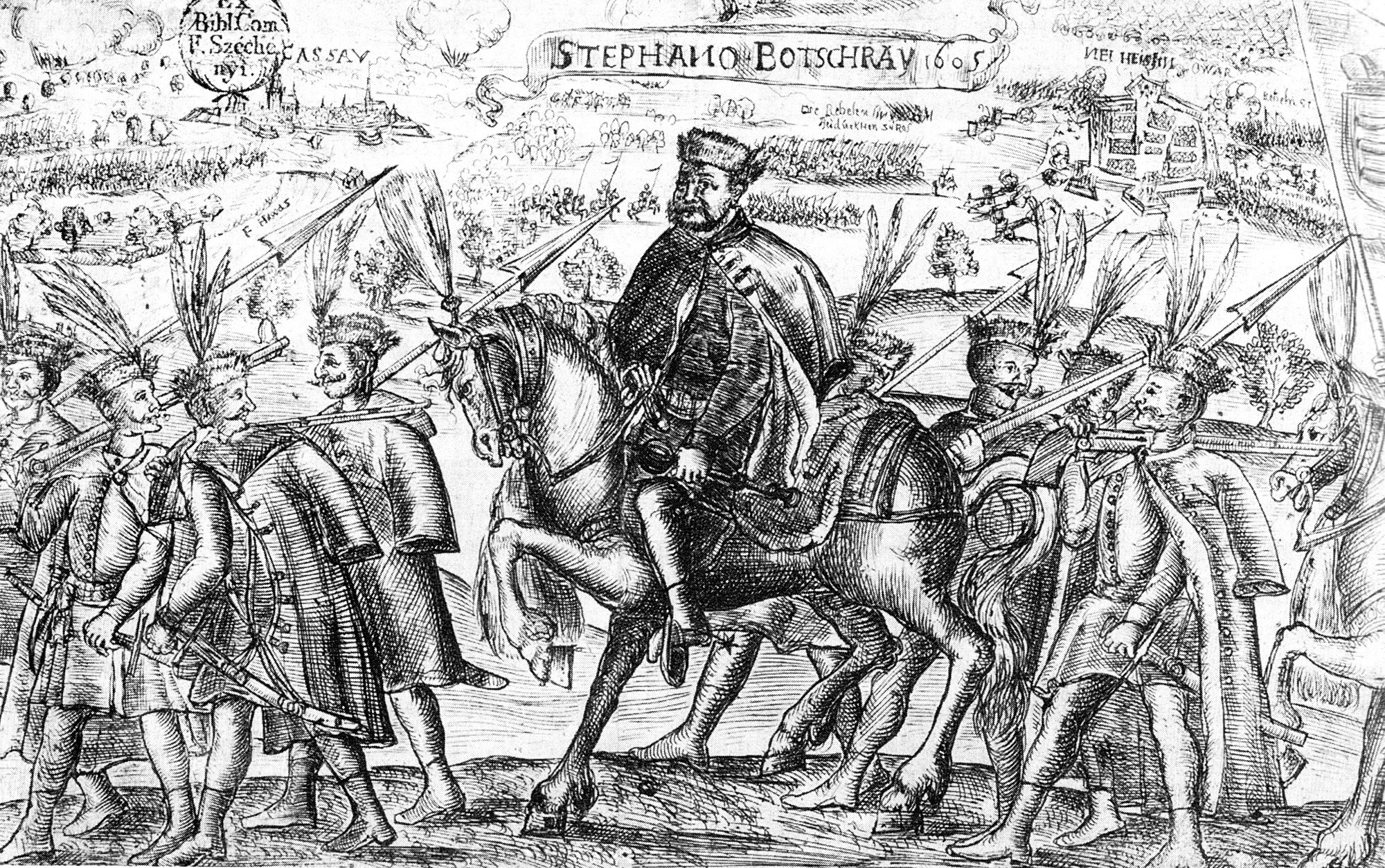
Esteban Bocksai y sus guerreros hajduk. Ilustración de Wilhelm Peter Zimmermann (1589-1630).

En 1604-1606, Esteban Bocskai, señor del condado de Bihar, encabezó una insurrección contra el emperador Habsburgo, cuyo ejército había ocupado recientemente Transilvania y había comenzado un reinado de terror. La mayor parte del ejército de Bocskai estaba compuesto por siervos que habían huido de la guerra y del impulso de los Habsburgo hacia la conversión católica, o habían sido dados de baja del ejército imperial. Estos campesinos, soldados independientes, eran conocidos como hajduks. Como recompensa por su servicio, Bocskai emancipó a los hajduk de la jurisdicción de sus señores, les concedió tierras y les garantizó el derecho a la propiedad y a la libertad personal. El hajduk emancipado constituyó un nuevo "estado guerrero" dentro de la sociedad feudal húngara. Muchos de los asentamientos creados en esta época todavía llevan el prefijo Hajdú-, como Hajdúbagos, Hajdúböszörmény, Hajdúdorog, Hajdúhadház, Hajdúnánás, Hajdúsámson, Hajdúszoboszló, Hajdúszovát, Hajdúvid, etc., y toda la zona se llama Hajdúság ("Tierra de los Hajduk").

### Mancomunidad de Polonia-Lituania

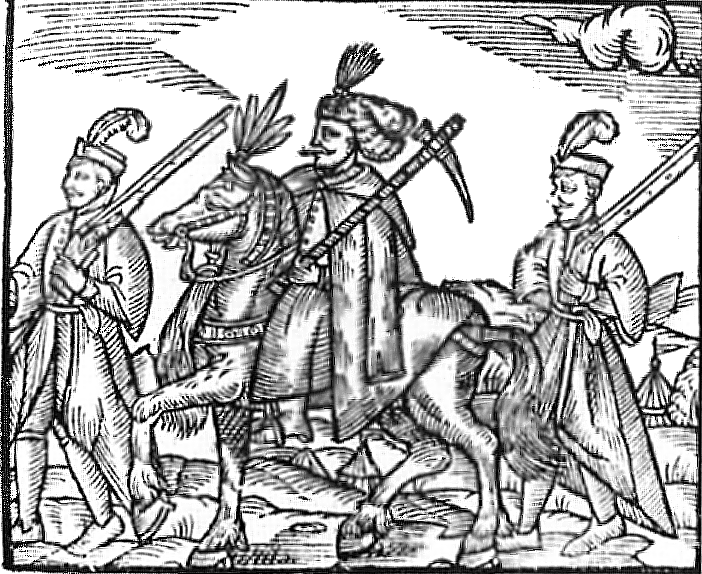
Noble polaco y dos guardias hajduk. Ilustración del polímata polaco-checo Bartosz Paprocki (1543-1614) en su libro "Hetman" (1578).

La palabra hajduk fue inicialmente un término coloquial para un estilo de soldado de infantería, de inspiración húngara o turco-balcánica, que formó la estructura fundamental del brazo de infantería polaco desde la década de 1570 hasta aproximadamente la década de 1630. Inusualmente para este período, los hajduks polaco-lituanos vestían uniformes, típicamente de tela de lana gris azulada, con cuello y puños rojos. Su principal arma era un arma de fuego de llave de mecha de pequeño calibre, conocida como arcabuz. Para el combate cuerpo a cuerpo también llevaban una variedad pesada del sable, capaz de cortar las cabezas de picas y armas de asta enemigas. Contrariamente a la opinión popular, la pequeña hacha que a menudo llevaban metida en el cinturón (que no debe confundirse con la enorme hacha bardiche en forma de media luna, que rara vez llevaban los hajduks) no era un arma de combate, sino que estaba destinada a cortar madera.
A mediados del siglo XVII, la infantería estilo hajduk pasó de moda en Polonia-Lituania y fue reemplazada por infantería armada con mosquetes de estilo occidental. Sin embargo, los comandantes o hetman de la Mancomunidad de Polonia-Lituania continuaron manteniendo sus propios guardaespaldas de hajduks con librea, hasta bien entrado el siglo XVIII como una especie de retroceso al pasado, aunque ahora rara vez se utilizaban como tropas de campaña. A imitación de estos guardaespaldas, en el siglo XVIII los miembros ricos de la szlachta contrataron sirvientes domésticos con librea a los que llamaron hajduks, creando así el significado del término "hajduk" tal como se entiende generalmente en el polaco moderno.

### Milicia serbia (1718-1739)

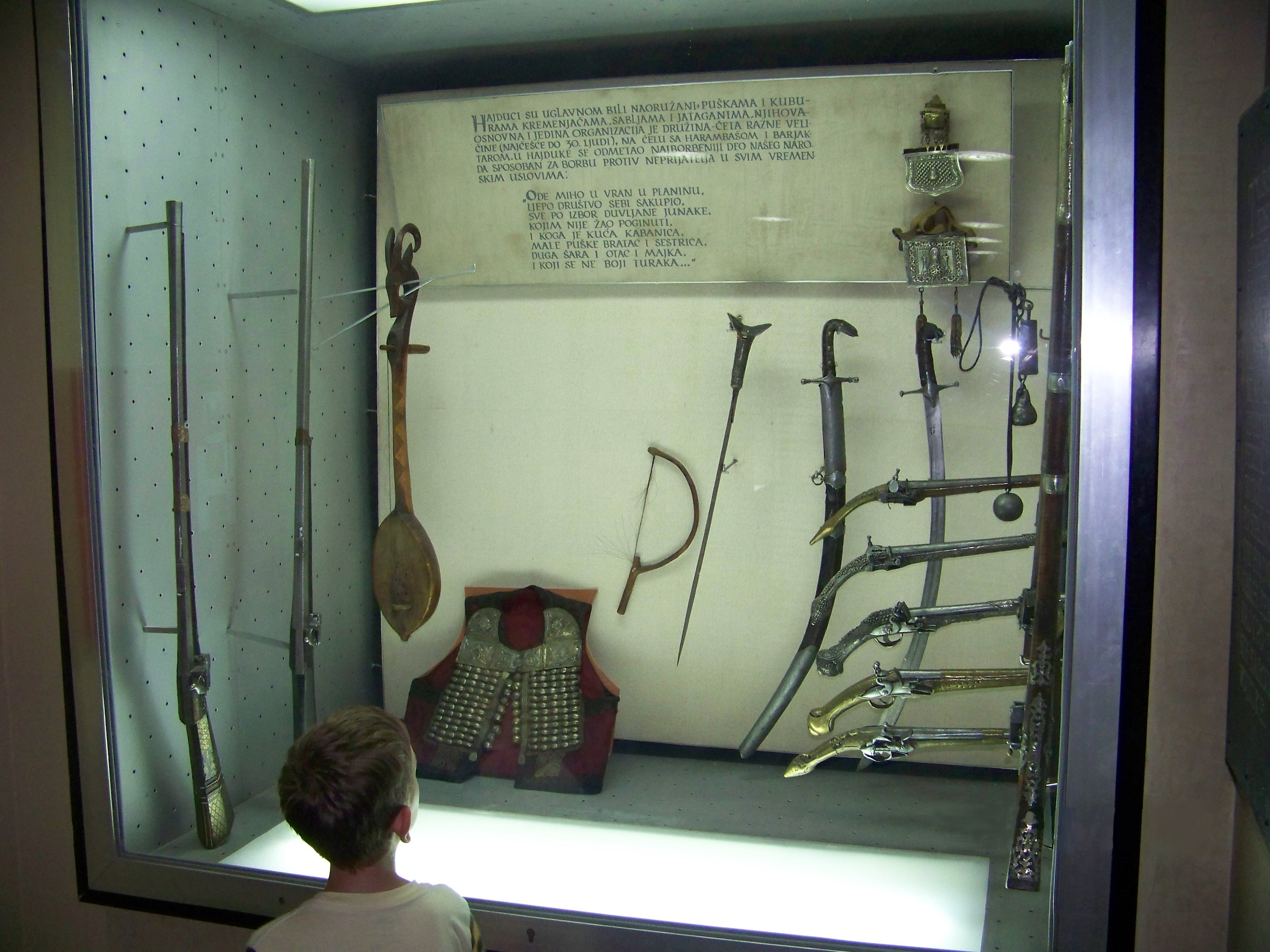
Gusle y armas usadas por los hajduks. Museo de Historia Militar de Belgrado

Tras la exitosa guerra austro-turca (1716-1718) y la firma de la paz, los Habsburgo establecieron el Reino de Serbia (1718-1739) y nombraron el primer cuadro de mando de la Milicia Nacional Serbia, compuesto por dos obor-kapetans, diez kapetans (capitánes), dos tenientes y un mayor. En este período, los obor-kapetans más notables fueron Vuk Isaković de Crna Bara, Mlatišuma de Kragujevac y Kosta Dimitrijević de Paraćin.  El gobernador militar notificó al pueblo que había comenzado a organizar la milicia en Serbia para establecer puestos de avanzada a lo largo de la frontera entre los Habsburgo y los Otomanos, y que se le había dado autorización para apresurarse. La población respondió con gusto al llamado y rápidamente, además del ejército regular al mando de dos ober-kapetans y quince (unter-)kapetans, se reunieron 13 compañías de "hajduks", que debían usarse para proteger la frontera y otros servicios.
Durante la guerra ruso-turca (1735-1739), la milicia nacional serbia estaba dividida en 18 compañías "hajduk", distribuidas en cuatro grupos.
A finales de octubre de 1737, cuando la guerra se volvió desfavorable para los austriacos, los milicianos serbios, 418 unidades de infantería ("hajduks") y 215 de caballería ("húsares"), cruzaron a Sirmia.

## Influencia cultural
En la poesía épica serbia los hajduks son apreciados como héroes, luchadores por la libertad contra el dominio otomano. Hay todo un ciclo en torno a los hajduks y los uscocos. Entre los hajduks más notables de las epopeyas se encuentran Starina Novak, Mali Radojica, Filip Višnjić, Grujica Žeravica, etc.
Los hajduks son el tema de muchas novelas, como Hajduci (1955) de Branislav Nušić, Srpski hajduci (1996) de Miljanov et al., etc.
El equipo de fútbol croata Hrvatski Nogometni Klub Hajduk Split, los equipos de fútbol serbios Fudbalski klub Hajduk Kula, FK Hajduk Beograd y FK Hajduk Veljko, el equipo de fútbol macedonio FK Hajduk - Vratnica, el equipo de fútbol amateur checo  Hajduk Lipník, la cantante rumano-italiana Haiducii y la compañía musical rumana romaní Taraf de Haïdouks llevan el nombre de los haiduques. Los apellidos del personaje ficticio George Washington Hayduke creado por Edward Abbey, la actriz Stacy Haiduk, el ex-defensa de la selección de fútbol de Estados Unidos Frankie Hejduk y el físico teórico montenegrino Dragan Hajduković, también se derivan de esta palabra.

Mapa de Rumania con zonas de resistencia armada anticomunista marcadas en rojo

El término "haiduci" fue utilizado por el Haiducii Muscelului, uno de los grupos del movimiento de resistencia anticomunista rumano activo entre 1947 y 1959 con combatientes individuales aislados que permanecieron en libertad hasta principios de la década de 1960, que se opuso a la ocupación soviética y al gobierno comunista.

## Hajduks notables

### Armenios
- Andranik Ozanian (1865-1927)
- Kevork Chavush (1870-1907)

### Albaneses

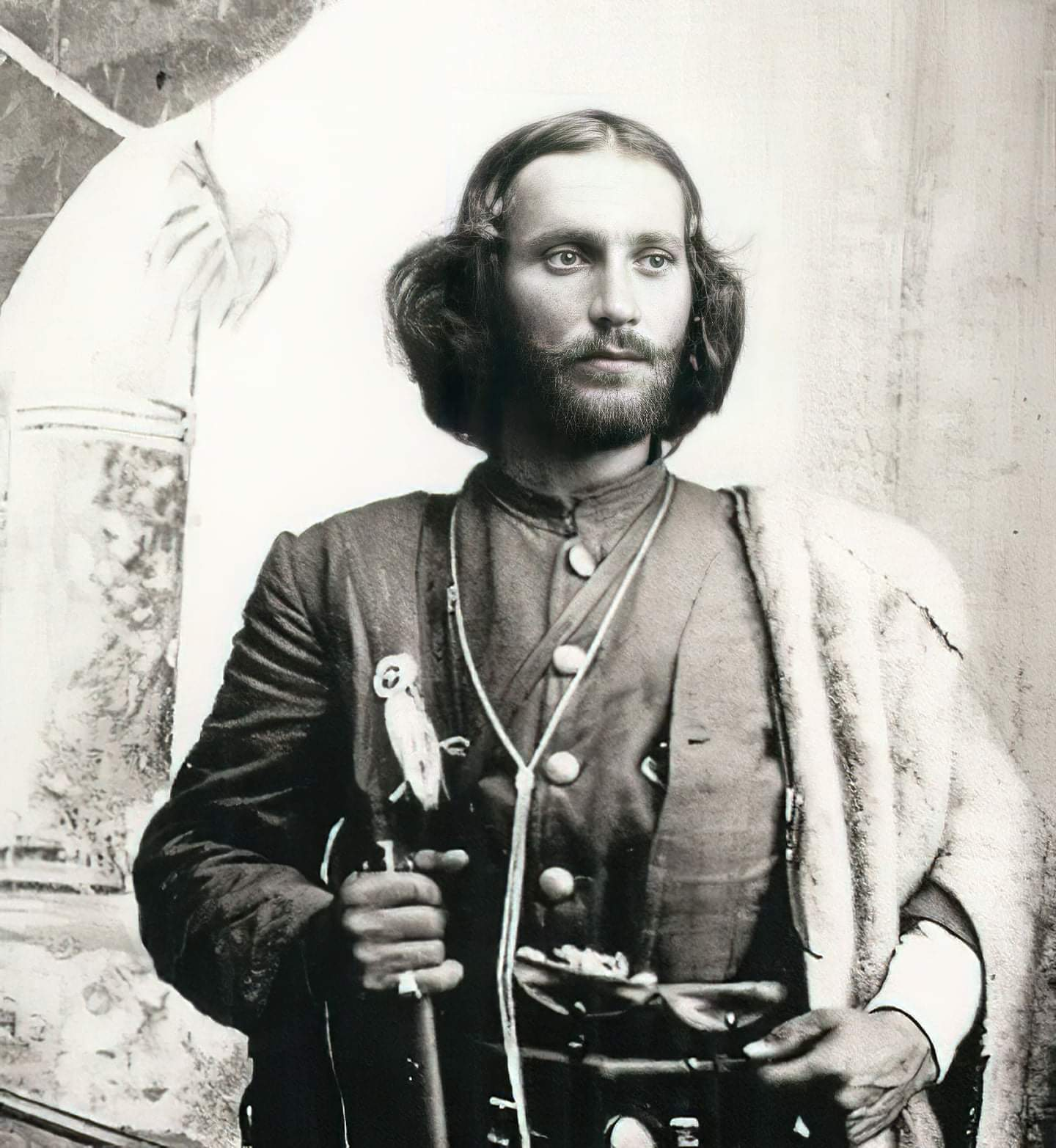
Çerçiz Topulli

- Çerçiz Topulli (1880-1915), figura importante del nacionalismo albanés y héroe nacional de Albania

### Búlgaros

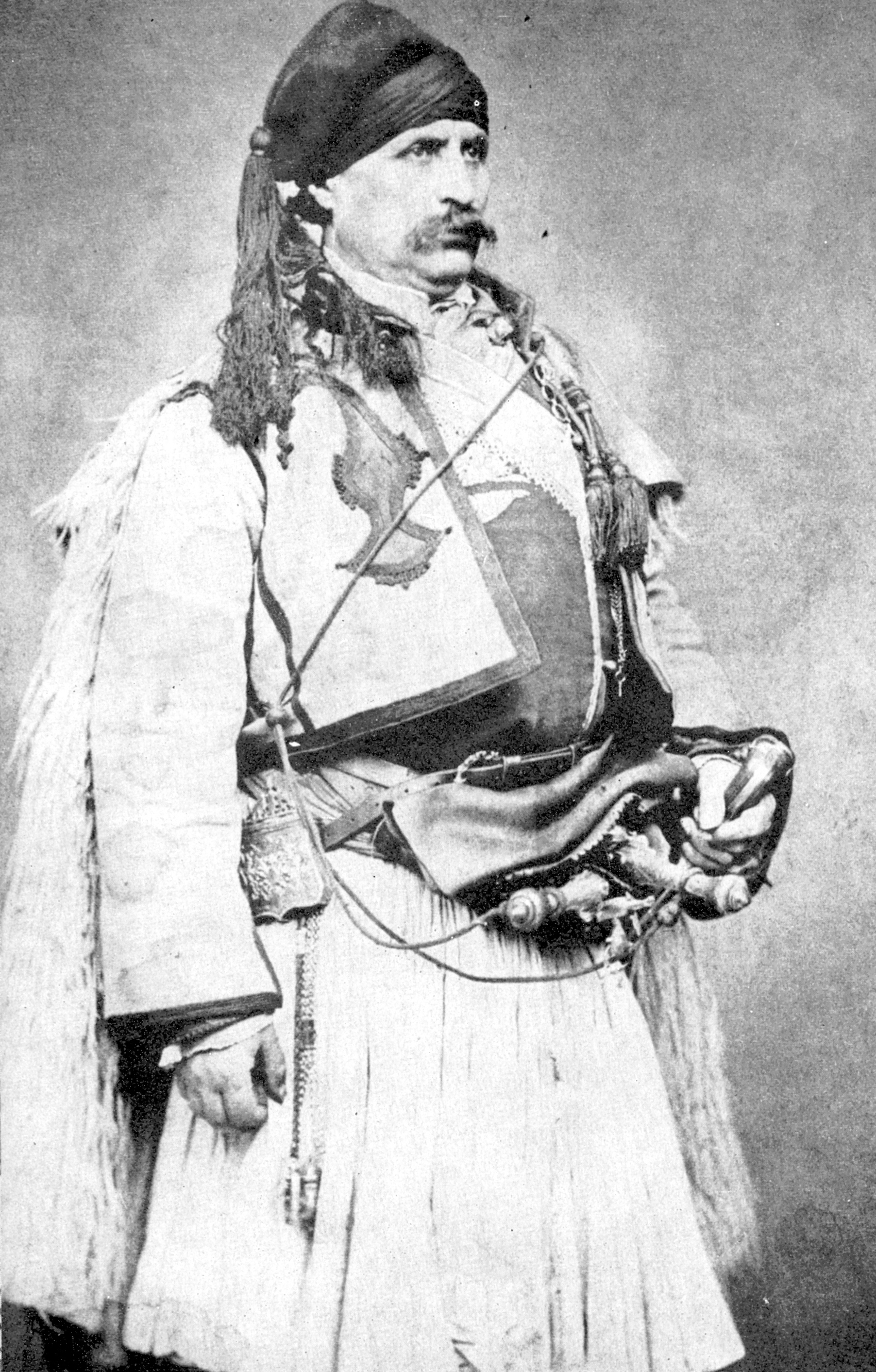
Ilyo Voyvoda (1805–1898), concoido como "el último haydut"

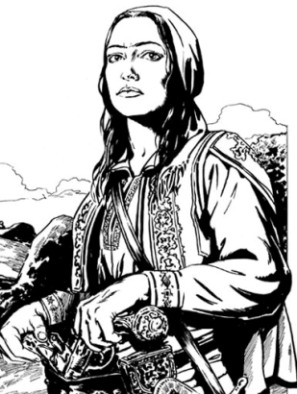
Rumena Voyvoda

- Ilyo Voyvoda (1805-1898), revolucionario búlgaro de la región de Macedonia. Héroe nacional en Bulgaria y Macedonia del Norte
- Filip Totyu (1830-1907)
- Rumena Voyvoda (1829-1895), forajida búlgara que operó en Osogovo

### Griegos
- Markos Botsaris (1788-1823)
- Athanasios Diakos (1788-1821)
- Georgios Karaiskakis (1782-1827)
- Theodoros Kolokotronis (1770-1843)
- Nikita Stamatelopoulos (1784-1849)

### Serbios
- Starina Novak (década de 1530-1601), comandante guerrillero empleado en Valaquia, ex campesino en el valle de Timok
- Arnold Paole (fallecido en 1726), miliciano al servicio de Austria, señalado como presunto vampiro
- Karađorđe Petrović (1763-1817), líder supremo de la revolución serbia
- Miloš Obrenović (1780-1860), comandante en la segunda insurrección serbia y posteriormente príncipe de Serbia